# Альошинка (Тверська область)
Альошинка (рос. Алёшинка) — залізнична станція в Бологовському районі Тверської області Російської Федерації.
Населення становить 59 осіб. Входить до складу муніципального утворення Валдайське сільське поселення.

## Історія
Від 2005 року входить до складу муніципального утворення Валдайське сільське поселення.

## Населення
1. Н/Д[2]